# Untersauerhof
Untersauerhof ist ein Gemeindeteil der Stadt Münchberg im Landkreis Hof (Oberfranken, Bayern). Untersauerhof liegt in der Gemarkung Sauerhof.

## Geografie
Das Dorf bildet mit Mittelsauerhof im Norden eine geschlossene Siedlung. Im Osten liegen die Sauerhofteiche, die vom Kropfbach, dem rechten Oberlauf des Stammbachs, gespeist werden. Die Bundesstraße 289 führt nach Ziegelhütte (0,4 km östlich) bzw. nach Marktleugast (3,7 km südwestlich). Gemeindeverbindungsstraßen führen nach Mittelsauerhof (0,5 km südlich) und nach Weickenreuth (2,2 km südwestlich).

## Geschichte
Untersauerhof gehörte zur Realgemeinde Sauerhof.
Infolge des Ersten Gemeindeedikts wurde Untersauerhof dem 1812 gebildeten Steuerdistrikt Marktleugast und der zugleich entstandenen Ruralgemeinde Marktleugast zugewiesen. Mit dem Zweiten Gemeindeedikt (1818) kam Untersauerhof an die neu gebildete Ruralgemeinde Sauerhof. Im Zuge der Gebietsreform in Bayern wurde Untersauerhof am 1. Juli 1972 nach Münchberg eingemeindet.

### Baudenkmäler
- Grenzstein[7]

### Einwohnerentwicklung
| Jahr      | 1871  | 1885   | 1900   | 1925   | 1950   | 1961   | 1970   | 1987   |
| Einwohner | 56    | 82     | 65     | 46     | 46     | 46     | 57     | *247   |
| Häuser    |       | 17     | 7      | 8      | 8      | 9      |        | *84    |
| Quelle    | [ 9 ] | [ 10 ] | [ 11 ] | [ 12 ] | [ 13 ] | [ 14 ] | [ 15 ] | [ 16 ] |

## Religion
Untersauerhof war ursprünglich nach Marienweiher gepfarrt. Seit der Reformation ist der Ort gemischt konfessionell. Die Protestanten waren ursprünglich nach St. Maria (Stammbach) gepfarrt, seit den 1930er Jahren ist die neu gebildete Pfarrei in Ahornis zuständig.